# Trust Company
Trust Company és un grup de metal alternatiu i post-grunge dels Estats Units d'Amèrica. Formada per Kevin Palmer, James Fukai, Jason Singleton i Wes Cobb.

## Discografia
- The Lonely Position of Neutral (2002)
- True Parallels (2005)
- Dreaming in Black and White (2011)

Senzills
- Downfall (2002)
- Running From Me (2002)
- The Fear (2003)
- Stronger (2005)
- Erased (2006)